# Крајње поремећен, шокантно окрутан и зао
Крајње поремећен, шокантно окрутан и зао (енгл. Extremely Wicked, Shockingly Evil and Vile) је амерички биографски криминалистичко-драмски филм из 2019. године о животу серијског убице Теда Бандија. Редитеља Џоа Берлинџера из сценарија Мајкла Вервија, филм је заснован на мемоарима Бандијеве бивше девојке Елизабет Кендал, Фантомски принц: Мој живот са Тедом Бандијем. Главне улоге играју Зак Ефрон као Банди, Лили Колинс као Кендал, Каја Скоделарио као Бандијева жена Карол Ен Бун, Џон Малкович као Едвард Коварт, председавајући судија на суђењу Бандију. Наслов филма референца је на Ковартове примедбе на Бандијева убиства, док га је осудио на смрт.
Филм Крајње поремећен, шокантно окрутан и зао је премијерно приказан 26. јануара 2019. године на Филмском фестивалу Санденс и издат је 3. маја 2019. године у Сједињеним Државама, од стране -а. Филм је биоскопски издат 3. маја 2019. године у Србији, од стране Taramount Film-а.

## Радња
У духу филма Ухвати ме ако можеш, заснован на истинитим догађајима, Зак Ефрон игра Теда Бандија, најозлоглашенијег серијског убицу на свету. Филм је испричан из угла Тедијеве дугогодишње девојке Лиз (Лили Колинс), која је годинама порицала оптужбе против Бандија, али га је на крају предала полицији. Када се нашао у притвору, Банди изводи веома смео бег, после кога бива ухваћен и суди му се за убиство. Сам свој адвокат, Банди скоро да ће избећи смртну казну, али на крају је ипак осуђен на исту. Тек пред саму смрт, Лиз и остатак света спознају стваран обим његових многобројних крволочних злодела.

## Улоге
| Глумац               | Улога         |
| -------------------- | ------------- |
| Зак Ефрон            | Тед Банди     |
| Лили Колинс          | Лиз Кендал    |
| Каја Скоделарио      | Карол Ен Бун  |
| Џефри Донован        | Џон О'Конел   |
| Анџела Сарафијан     | Хуана         |
| Дилан Бејкер         | Дејвид Јокум  |
| Брајан Герати        | Ден Дауд      |
| Тери Кини            | Мајк Фишер    |
| Хејли Џоел Осмент    | Џери Томпсон  |
| Џејмс Хетфилд        | Боб Хејворд   |
| Грејс Викторија Кокс | Карол Даронч  |
| Џим Парсонс          | Лари Симпсон  |
| Џон Малкович         | Едварт Коварт |
| Џастин Макомбс       | Џим Дамас     |
| Форба Шепред         | Луиза Банди   |